# Моураовы
Моура́овы (осет. Моураутæ) — осетинская (туальская) фамилия.

## Антропонимика
Моурави (груз. მოურავი) — административная должность в феодальной Грузии.

## Происхождение рода
По преданию, предком фамилии является Дарчи — выходец из Грузии, обосновавшийся в с. Лисри (Мамисонское ущелье). У Дарчи родилось три сына — Сидак, Моурау и Доло, которые впоследствии стали жить отдельно и основали фамилии от собственных имен: Моураовы, Сидаковы и Долоевы.
Известны средневековые архитектурные объекты принадлежащие фамилии Моураовых в селениях Згил, Лисри и Камсхо.

## Генеалогия
Арвадалта
Дарчиевы, Долоевы, Калаевы, Сидаковы

### Генетическая генеалогия
Моураов ― J2-M67 > J2a1b Cluster J (Z7671+, CTS3261-; DYS537=12, DYS392=11, DYS385=14-16)
4732 (YSEQ) ― Mouraov ― G2a1a1a1b1 "Os-Bagatar"

## Известные представители
- Маирбек Михайлович Моураов — врио министра природных ресурсов и экологии Северной Осетии.
- Таймураз Фидарович Моураов (1982) — подполковник полиции, врио начальника УГИБДД МВД по Республике Северная Осетия-Алания.